# Gotthard Arnold Isselhorst
Gotthard Arnold Isselhorst (* 1682 in Lübeck; † 14. April 1765 ebenda) war ein deutscher Jurist und Bürgermeister der Hansestadt Lübeck.

## Leben
Gotthard Arnold Isselhorst wurde als Sohn des Lübecker Protonotars Arnold Isselhorst († 1695) geboren. Er studierte 1701–1704 Rechtswissenschaften an den Universitäten von Rostock und Jena. Seine anschließende Grand Tour ging nach Genf, Paris und in die Niederlande. Er wurde sodann zunächst Sekretär bei dem dänischen Geheimrat Thomas Balthasar von Jessen. 1715 trat er als Ratssekretär in die Dienste seiner Vaterstadt und vertrat diese 1726 als Gesandter in Stockholm. 1728 wurde er in den Rat der Stadt erwählt. In seine Amtszeit als Ratsherr fällt die von der Bürgerschaft erzwungene Selbstergänzung des Lübecker Rates 1739. Gemeinsam mit dem Ratsherrn und späteren Bürgermeister August Simon Lindholtz war er 1734 auf Gesandtschaft in Schleswig, 1741 vertrat er die Stadt in Sachen der Möllner Pertinenzien in Hannover. 1744 wurde er im Rat zu einem der Bürgermeister der Stadt bestimmt. Seine Amtszeit war von erbitterten Auseinandersetzungen der bürgerschaftlichen Kollegien der Stadt bestimmt. Besonders die Kaufleutekompagnie und die Schiffergesellschaft traten den Schonenfahrern entgegen, die ihre Privilegien auszuweiten suchten.
Johann Daniel Overbeck hielt ihm die Trauerrede. Sein Sohn Johann Arnold Isselhorst wurde 1781 ebenfalls Bürgermeister der Hansestadt Lübeck.
Gotthard Isselhorst heiratete am 19. März 1716 Engel Catharina Leopold (1689–1737), eine Tochter des Aquiles Daniel Leopold d. Ä. (1651–1712), J.U.D. (juris utriusque doctort = Doktor beider Rechte), und ab 1712 comes palatinus caesare (Hofpfalzgraf) und seiner Frau Anna Margaretha geb. Ritter (1660–1733), Tochter des Bürgermeisters Johann Ritter.